# Opius maculipennis
Opius maculipennis är en stekelart som beskrevs av Günther Enderlein 1912. Opius maculipennis ingår i släktet Opius och familjen bracksteklar. Inga underarter finns listade i Catalogue of Life.